# Александър Станков
Александър Станков е български футболист и треньор. Роден е на 3 септември 1964 г. в Хасково. Започва своята кариера като футболист в ДЮШ на ЦСКА след което през 1983 преминава в отбора на Тетевен. Последователно играе за отборите на Тетевен, Миньор Бухово и „Банкя“.

## Кариера
През 1998 г. започва кариерата му като треньор във ФК Хасково където е назначен за помощник–треньор. През 1999 е треньор на кипърския Алки Ларнака. Бил е през различни периоди четири пъти треньор (2001 и 2004) и помощник–треньор (2000 и 2003) на ЦСКА. През 2001 за кратко е треньор на Черно море. През 2005 е треньор на дублиращия отбор на Криля Советов. Към края на 2006 е треньор на младежкия национален отбор на България, класира го на осминафинален бараж за европейското първенство през 2007 г., загубен от Белгия. От началото на юни 2010 води китайския втородивизионен Аербин Далиен, с който се класира за Суперлигата на Китай през 2012 г.
От 15 юни 2013 г. е треньор на Локомотив Пловдив, където работи до 2014, като класира отбора на полуфинал в Купата на България, след победи над Любимец 2007, Добруджа и Витоша Бистрица.
Следва кратък престой в отбора на Черно море, където обаче поради незадоволителна игра на отбора напуска няколко кръга след началото на първенството.